# Antachara mexicana
Antachara mexicana är en fjärilsart som beskrevs av George Francis Hampson 1909. Antachara mexicana ingår i släktet Antachara och familjen nattflyn. Inga underarter finns listade i Catalogue of Life.